# Associazione Antigone
L'Associazione Antigone è un'associazione italiana, con sede centrale a Roma, che si interessa della tutela dei diritti e delle garanzie nel sistema penale e penitenziario.

## Attività e struttura organizzativa
L'Associazione svolge attività di promozione e tutela dei diritti delle persone private della libertà, nonché di sensibilizzazione culturale e politica in ambito penale e penitenziario. Raccoglie e divulga informazioni sulla realtà carceraria, cura la predisposizione di proposte di legge e la definizione di eventuali linee emendative di proposte in corso di approvazione, assicura consulenza e, laddove necessario, anche tutela legale, ai detenuti su questioni attinenti l’esecuzione della pena, svolge attività di ricerca in ambito nazionale e internazionale. All'Associazione Antigone è riconosciuto lo status di ONLUS. L'Associazione ha sede centrale a Roma e sviluppa la propria azione anche grazie a una rete di sedi regionali in Calabria, Campania, Emilia-Romagna, Friuli Venezia Giulia,Liguria, Lombardia, Marche, Molise, Puglia, Piemonte, Toscana, Umbria, Veneto.
Fondata nel 1991, l'Associazione Antigone è nata nel solco della omonima rivista promossa, negli anni ottanta, tra gli altri, da Massimo Cacciari, Mauro Palma, Luigi Ferrajoli, Stefano Rodotà, Rossana Rossanda, Luigi Manconi. Primo presidente di Antigone è stato Mauro Palma] (dal 1991 al 1999), cui è succeduto Stefano Anastasia (dal 1999 al 2005).
Gli organi nazionali dell'Associazione sono: l'assemblea dei soci e delle socie, il/la presidente, il comitato direttivo, il/la tesoriere, il comitato scientifico, il collegio dei probiviri.
L'attuale presidente è Patrizio Gonnella, in carica dal 2005.
L’Associazione svolge - sul piano nazionale, europeo e internazionale - attività di ricerca sui temi della pena e delle garanzie nel sistema processuale e penitenziario. Raccoglie, conserva e organizza documenti ufficiali, testi e riviste specializzati. L’archivio di Antigone è considerato di interesse storico nazionale. La biblioteca si trova presso il Dipartimento di Giurisprudenza dell’Università di Torino ed è in rete nel Sistema Bibliotecario Nazionale. I materiali informativi di Antigone costituiscono un punto di riferimento sul territorio per studenti, cittadini, forze di polizia, ricercatori universitari, magistratura, enti locali, associazioni di volontariato.
Antigone svolge attività di advocacy a livello locale, nazionale e internazionale sui temi dei diritti delle persone private della libertà. Molte le campagne portate avanti negli anni, tra le quali quella per l’abolizione della pena dell’ergastolo. Alle campagne di Antigone si devono, tra le altre, le leggi introduttive del Garante nazionale delle persone private della libertà e del crimine di tortura nel codice penale italiano, nonché la presentazione di migliaia di ricorsi alla Corte europea dei diritti dell'uomo che hanno portato alla condanna dell’Italia nella nota "sentenza Torreggiani".
In collaborazione con l’Università di Torino, Antigone organizza annualmente una Scuola di Alta Formazione sulla Privazione della Libertà e sui Diritti Fondamentali.
L'Associazione Antigone esplica le proprie attività anche grazie all'Osservatorio sulle condizioni di detenzione in Italia, all’Osservatorio sugli istituti penali per minorenni, all'Osservatorio europeo sulle condizioni di detenzione (European Prison Observatory), all'Ufficio del difensore civico delle persone private della libertà, alla rivista «Antigone», alla trasmissione radiofonica Jailhouse Rock e alla polisportiva Atletico Diritti.

## Osservatorio sulle condizioni di detenzione in Italia
L'Osservatorio sulle condizioni di detenzione nasce nel 1998 e coinvolge nelle sue attività circa 80 osservatori volontari. Le visite degli osservatori negli istituti penitenziari italiani per adulti sono autorizzate dal Ministero della Giustizia su base regionale e nazionale. Attraverso visite periodiche alle carceri, effettuate anche con l’utilizzo di videocamere, vengono redatte e aggiornate relazioni sui singoli istituti - rese pubbliche attraverso il sito dell’Associazione - nonché realizzati video e gallerie fotografiche relative alle varie carceri. L'Osservatorio pubblica rapporti annualinei quali il sistema penitenziario italiano e le problematiche legate alla pena detentiva vengono analizzati sulla base delle constatazioni dirette degli osservatori. Il rapporto di Antigone costituisce oggi il più completo strumento di conoscenza periodica del sistema penitenziario italiano. Tutte le edizioni del rapporto, compresa l'ultima, sono disponibili online gratuitamente. 
Attraverso il lavoro dell'Osservatorio, Antigone ha prodotto tre web-reportage: "Inside Carceri" in collaborazione con l'agenzia giornalistica Next New Media, "Prigioni d'Italia" in collaborazione con La Repubblica e "Ragazzi Fuori" sempre in collaborazione con La Repubblica.

## Osservatorio sugli istituti penali per minorenni
Dal 2008 Antigone è autorizzata a visitare, anche con l’uso di videocamere, i 17 istituti penali per minorenni in Italia. L'Osservatorio, che coinvolge a titolo volontario circa 30 persone, cura il sito Ragazzi Dentro, dove pubblica rapporti periodici sulla giustizia e sulle carceri minorili. I rapporti sono stati considerati di grande rilievo per i giudici minorili, che hanno periodicamente invitato a presentarne i contenuti a tutti i loro consociati.

## Osservatorio europeo sulle condizioni di detenzione
Dal 2003 Antigone è alla guida dello European Prison Observatory, che coinvolge a oggi nove Stati ed è sostenuto dall’Unione Europea. Esso consiste in una rete di organizzazioni, anche accademiche, che portano avanti un lavoro di ricerca comparata sui sistemi penitenziari dei Paesi coinvolti e un'attività di advocacy volta a influenzare le politiche penali e penitenziarie nazionali e sovranazionali e a rafforzare i meccanismi di tutela dei diritti umani nei luoghi di privazione della libertà personale.
Nel corso della pandemia di COVID-19 lo European Prison Observatory ha monitorato costantemente cosa è accaduto nelle carceri di molti paesi europei. 

## Il difensore civico delle persone private della libertà promosso da Antigone
Nel settembre 2008 Antigone ha istituito un proprio difensore civico per la tutela dei diritti delle persone private della libertà. Si tratta di una figura non istituzionale che rafforza gli strumenti di tutela dei diritti umani e dei diritti delle persone private della libertà, prestando assistenza amministrativa e legale a vantaggio dei detenuti ristretti in tutte le carceri italiane. In alcuni casi viene attivato il contenzioso, attraverso reclami alla magistratura di sorveglianza, ricorsi alla Corte Europea dei Diritti Umani, esposti alle Procure, atti di costituzione in giudizio. L'organismo – che collabora attivamente con i Garanti dei diritti dei detenuti promossi dagli enti locali, dalle Regioni e dallo Stato – si avvale di un gruppo di volontari dell'Associazione, di cui fanno parte alcuni medici per le tematiche legate all’assistenza sanitaria in carcere, e di un team legale pro bono. Antigone ha inoltre dato vita – talvolta in collaborazione con i Dipartimenti universitari di giurisprudenza delle singole città – a sportelli di informazione legale nelle carceri di Bari, Pozzuoli, Perugia, Roma Rebibbia Femminile, Roma Rebibbia Nuovo Complesso, Roma Regina Coeli.

## I processi
Antigone è coinvolta in diversi procedimenti penali che hanno per oggetto violenze, torture, abusi, maltrattamenti o decessi avvenuti in vari istituti penitenziari del Paese, nonché in procedimenti dinanzi alla Corte Europea dei Diritti dell'Uomo. Sul sito dell'associazione si può consultare l'elenco dei procedimenti attualmente in corso. 

## La rivista «Antigone»
Dal gennaio del 2006 l’Associazione pubblica la rivista di critica del sistema penale e penitenziario «Antigone», sotto la direzione scientifica del prof. Claudio Sarzotti, docente di Filosofia e Sociologia del Diritto presso il Dipartimento di Giurisprudenza dell’Università di Torino, e la co-direzione del prof. Stefano Anastasia. La pubblicazione si muove nel solco della precedente rivista dal medesimo titolo, pubblicata negli anni Ottanta e veicolata dal quotidiano Il Manifesto.
La rivista «Antigone» è accessibile e gratuitamente online a questo indirizzo.

## Jailhouse Rock
Jailhouse Rock. Suoni, suonatori e suonati dal mondo delle prigioni è una trasmissione radiofonica curata dall’associazione Antigone e condotta da Patrizio Gonnella e Susanna Marietti, rispettivamente presidente e coordinatrice dell’associazione. Va in onda settimanalmente dal 2010. Partita da Radio Popolare, Jailhouse Rock è stata inserita nel corso degli anni nel palinsesto di molte altre radio private, andando a coprire tante tra le principali città italiane. In Jailhouse Rock storie di musica e di carcere si attraversano le une con le altre. Alla trasmissione collaborano detenuti da molte carceri italiane, realizzando tra le altre cose un Giornale Radio dal Carcere settimanale (Grc) e proponendo reinterpretazioni degli artisti ascoltati nel corso della puntata. Ospiti fissi di Jailhouse Rock sono il provveditore all'amministrazione penitenziaria del Lazio Carmelo Cantone e l’ex detenuto ergastolano oggi in libertà Carmelo Musumeci. 

## Atletico Diritti
Atletico Diritti è una polisportiva promossa da Antigone e dall’Associazione Progetto Diritti con il sostegno dell’Università Roma Tre. Nelle squadre di Atletico Diritti giocano persone migranti, persone detenute ed ex detenuti, studenti universitari di Roma Tre. La polisportiva si compone di una squadra di calcio maschile iscritta al torneo federale di Prima Categoria del Lazio, di una squadra di pallacanestro maschile iscritta alla Federazione Italiana Pallacanestro, di una squadra di cricket maschile, di una squadra di calcio a 5 femminile composta interamente da detenute del carcere romano di Rebibbia e affiliata al CSI e di una sezione di tennistavolo maschile composta da persone detenute nel carcere romano di Rebibbia Reclusione, affiliata alla FITET e che disputa la serie D. Varie le campagne portate avanti da Atletico Diritti, tra cui quella volta a facilitare l’iscrizione dei richiedenti asilo alla Federazione Italiana Giuoco Calcio affiancata dalla presentazione del dossier “La discriminazione nel calcio. Non per tutti i calciatori vigono le stesse regole”  presentato alla Camera dei Deputati, o la campagna “Verità per Giulio Regeni”, ad un anno dalla morte del Giovane ricercatore. Sono tanti i media che negli anni hanno raccontato Atletico Diritti, come il documentario di Alessandro Marinelli dal titolo “Frammenti di libertà”, o  l’inchiesta nel 2019 di Fanpage sulla squadra femminile. 